# Reloj milenario

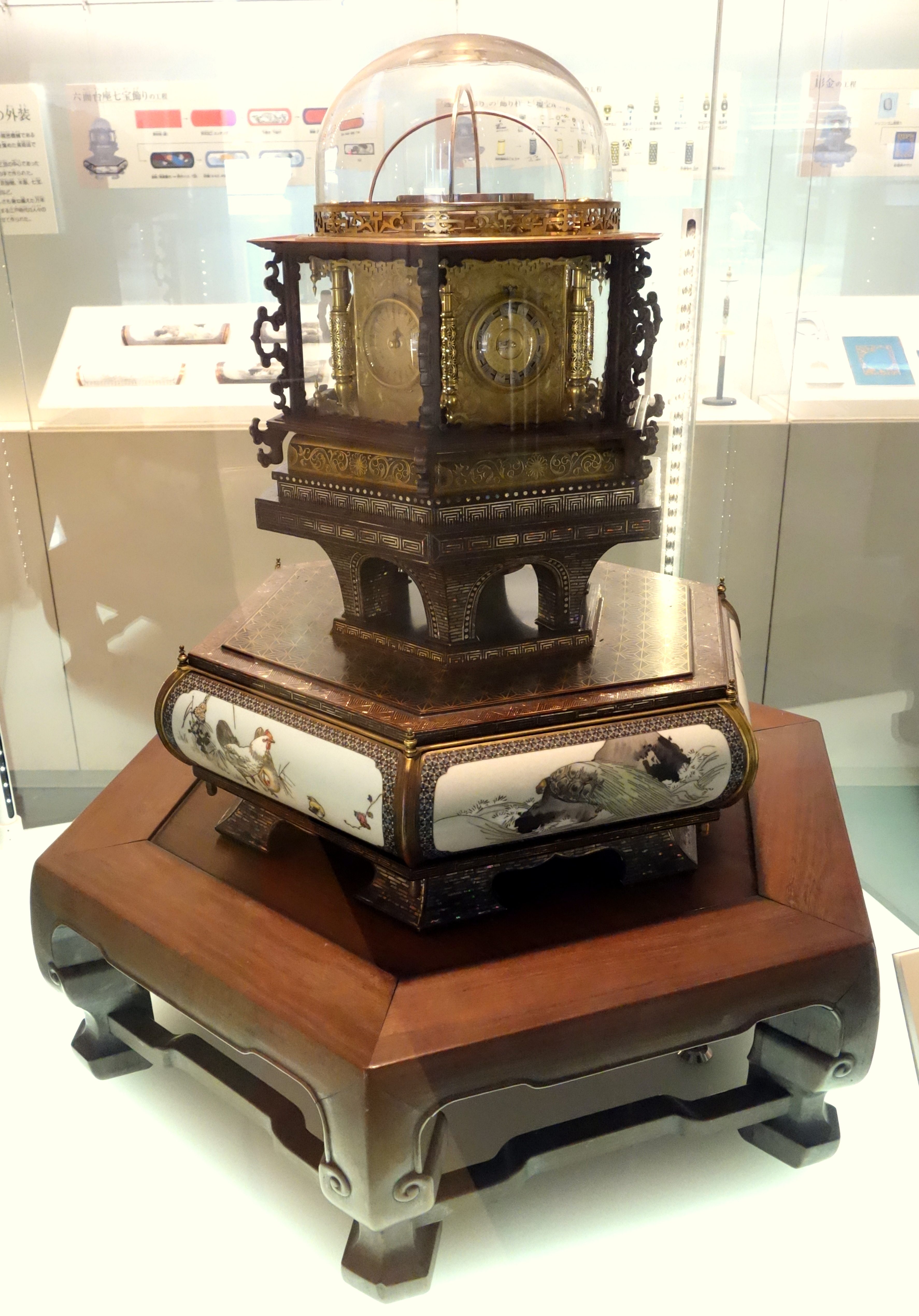
Reloj de Tanaka Hisashige en el Museo Nacional de Ciencia de Japón.

El reloj milenario (万年自鳴鐘 Mannen Jimeishou, Lit. Campana automática de los diez mil años), era un reloj universal, diseñado por el inventor japonés Hisashige Tanaka en el año 1851. Pertenece a la categoría de los relojes japoneses llamados, Wadokei. Este reloj ha sido reconocido como un bien cultural importante por el gobierno japonés.
El reloj es impulsado por un resorte. Una vez que se le ha dado cuerda, puede funcionar durante un año sin necesidad de darle cuerda nuevamente. Puede mostrar la hora de 7 maneras distintas (como el tiempo de costumbre, el día de la semana, mes, fase lunar, hora japonesa, el término solar). Asimismo, los anillos de campanas cada hora. Se compone de más de 1000 piezas que le permiten para realizar estas funciones complejas, y se dice que Tanaka fabricó todas las partes por sí solo, con herramientas simples, como limas y sierras. La tarea de armado le demandó más de 3 años.
En el 2004, un proyecto financiado por el gobierno japonés trató de construir una copia de este reloj. Más de 100 ingenieros se unieron al proyecto, el cual llevó más de 6 meses con las últimas tecnologías industriales. Sin embargo, incluso entonces no fue posible hacer copias exactas de algunas piezas, como por ejemplo la placa metálica de bronce utilizado como su resorte, antes de la presentación en la Expo 2005.
El reloj original, se exhibe en el Museo Nacional de Ciencias de Tokio, mientras que la copia se expone en la Toshiba Corporation.
El reloj, es de una tecnología comparable a los relojes contemporáneos occidentales, fue desarrollado a través de una combinación de conocimientos técnicos japoneses y el estudio de las ciencias occidentales ("rangaku"), durante el período de aislamiento de Japón.
El reloj fue incluido en el Patrimonio de Ingeniería Mecánica en el punto N° 22, en 2007. 